# Назир из Дургели
 Назир Магомедгаджиев также известен как Назир ад-Дургели Алтуни (1891, Доргели, Дагестанская область, Российская империя—1935, Тарки, СССР) — известный учёный-арабист, религиозный и общественный деятель начала XX века, энциклопедист, автор библиографического сочинения о дагестанских алимах всех времён.

## Биография

### Происхождение
Назир ад Дургели родился в кумыкском селении Доргели. Его отец Хаджжи Ника Мухаммад, сын Курбана Ал-туни, отца которого звали так же Ника-Мухаммад, был переселенцем из даргинского селения Хаджалмахи, его мать Назира Бата была дочерью Курбан Али из Губдена, но род её так же происходит из Хаджалмахи (умер в 1925 году), дед Курбан Ал-туни был образованным человеком.
По словам Назира, отец его был «ученым, чтецом Корана, всегда совершал доброе, встречался с хорошими людьми, побывал в хаджже, был человеком верующим, гостеприимным, абсолютно порядочным и честным». Обладая каллиграфическим почерком, Ника Мухаммад подготовил для литографированного издания рукопись сочинения Ильяса ал-Цудахари «Кифайат ал-мурид фи тарикат ат-тавхид» на кумыкском языке. Скончался он в 1925 году. Кроме Назира у него было ещё трое детей: Абу Саид (род. 1894), Хубият (род. 1898) и Багаутдин (ум. 1919-20).

#### Образование
В 1917 году Назир женился на Затрат, дочери Ата из Дургели. Назир получил начальное образование сначала в родном селении у своего отца и у местных знатоков Корана и арабского языка, позднее — у известных алимов в селениях Параул, Нижнее Казанище, Губден. Среди его учителей были Али-Хаджи Акушинский, Абусуфьян Акаев, Джамал ад-Дин Карабудахкентский.

### Научная деятельность
В возрасте примерно 35 лет Назир переселился с семьёй в древнее селение Тарки. Там собрал большую исламскую библиотеку из тысяча томов редких книг. В числе их все номера мусульманской газеты издаваемой с 1913—1918 годы «Джаридат Дагистан» под редакцией Бадави Саидова, а также все статьи известного исламского реформатора (муслих) Али ал Гумуки (Али Каяева). Самый главный труд Назира Магомедгаджиева, это словарь биографий мусульманских учёных X—XX веков «Услада умов в биографиях дагестанских учёных» («Нузхат ал-азхан фи тараджим улама Дагистан»). Долгое время издание этого сочинения было не возможно из-за советских антирелигиозных установок. В этом словаре он собрал около 230 учёных арабов, азербайджанцев, аварцев, даргинцев, кумыков, лакцев, лезгин, чеченцев и других. Книга рассказывает об их биографиях и написанных ими сочинениях, многие из которых ныне навсегда утеряны. В словаре отражён широкий круг дисциплин от исламского права и богословия, суфийской этики до астрономии, медицины, исламской поэзии, логики и др. Этот труд по своему масштабу и полнотой сообщаемых сведений с богатой источниковой базой имеет огромное энциклопедическое значение. Назир использовал в своей работе ряд сведений о дагестанских учёных из трудов среднеазиатского историка XII века Абу Са‘д ас-Сам‘ани, арабского энциклопедиста XIII века Йакута ал-Хамави, путешественника XIV века Ибн Баттуты и многих других.
Назир ад-Дургели поддерживал дружеские отношения с крупными дагестанскими учеными Абу Суфйаном Акаевым, Али Каяевым и Магомед-Саидом Саидовым.
Назир собирал материалы для своего биобиблиографического словаря в течение многих лет. Ему принадлежало одно из богатейших частных книжных собраний Дагестана, от этой библиотеки до современности дошло только малое число книг. Его источники это труды известных во всём исламском мире дагестанских учёных богословов. Также известен его труд, под названием «Иджтихад и  таклид», он написал его в ответ таркинскому кадию Мухаммаду ат-Таргули, который упрекнул Назира, за то, что он в письме к нему, процитировал известного мусульманского теолога, салафитского проповедника Ибн Теймию, это и подтолкнуло Назира ад-Дургели к созданию отдельного труда, который впоследствии лег в основу дискуссии между ним и Йусуфом из Дженгутая, которому Назир ад-Дургели отправил свой трактат.
Умер 1935 году в селении Тарки, похоронен он в родном селении Дургели, близ могилы отца.